# عهد الدم (مسلسل)
عهد الدم مسلسل تلفزيوني لبناني سوري درامي، تدور أحداثه في سياق الدراما البوليسية التشويقية، عالجه درامياً في صيغته العربية الممثل والمؤلف السوري إياد أبو الشامات، وهو من إنتاج منصة شاهد وإخراج كريم الشناوي.
يجمع العمل الذي يتكون من 10 حلقات نخبة من النجوم السوريين واللبنانيين في مقدمتهم باسل خياط وآلان سعادة ونادين تحسين بك
ورودني حداد، ويروي المسلسل قصة حياة رجل اضطر إلى دخول عالم الجريمة بعد تعرضه لحادث سير مع ابنة أحد أهم المطلوبين للعدالة.  

## القصة
حادث تصادم بين سيارتين يؤدي إلى وفاة ابنة تاجر مخدرات. بدلاً من الثأر لابنته يقدّم والدها للقاتل خياراً أمّا أن يعمل لديه كقاتل مأجور أو يقتل عائلته.

## طاقم العمل
- باسل خياط
- نادين تحسين بيك
- علي منيمنة
- ندى أبو فرحات
- فادي أبي سمرا
- الآن سعادة
- رودني حداد
- آية طيبا
- رودريغ سليمان
- ليا مباردي
- وسام فارس
- كريستيا نخول

## ملخص الحلقات
يتألف مسلسل "عهد الدم" من 10 حلقات مدة كل واحدة منها 50 دقيقة. وفيما يلي ملخص الحلقات:
الحلقة 1: تبدأ الأحداث بانفجار سيارة مفخخة تحمل "عبد الكريم"، أحد الشهود الرئيسيين في قضية مخدرات كبرى، وذلك قبل النطق بشهادته، في حين تصطدم سيارة ابنة تاجر المخدرات "برهان الكسار" بسيارة شخص يدعى "سليم فياض"، حيث كانت تقود تحت تأثير الكحول، ويتسبب الحادث في مقتلها.
الحلقة 2: تكتشف أسرة "سليم" تورطه مع تاجر المخدرات، وتحاول الشرطة حماية "سليم"، لكن سرعان ما يستطيع "الكسار" أن يحصل على "سليم" ويضعه في اختبار صعب، ثم يعيده إلى منزله تجنباً للخلاف مع الشرطة، وما أن تهدأ الأوضاع حتى يطلب "الكسار" من "سليم" القيام بمهمة.
الحلقة 3: يُبلّغ البنك "سليم" بأن أمامه 4 أيام لتسديد المبالغ المترتبة عليه، وفي ذات الوقت، يكلّفه رجال "الكسار" بقتل صحافي، فيقرر تحذير الصحفي، غير أنه يعود إليه مرة أخرى لقتله بعد أن هدده رجال "الكسار" بإيذاء ابنته.
الحلقة 4: يعرض رجال "الكسار" على "سليم" مساعدته في ضائقته المالية، وذلك من خلال تأديته مهمة جديدة لقتل أحد المطلوبين من العصابة، لكن "سليم" يرفض ذلك. 
الحلقة 5: تحقق الشرطة مع "سليم" بشأن مقتل رفيق ابنة "الكسار"، ويكلّف "سليم" بمهمة جديدة في اليونان، وتتسنى الفرصة لأحد رجال "الكسار" بالدخول في علاقة مع ابنة "سليم".
الحلقة 6: ينجح "سليم" في تنفيذ المهمة في اليونان، لكنه يلاحظ أن شخصاً يراقب تحركاته فيضطر إلى الاختباء، في حين تُجنّد إحدى العصابات المنافسة أحد المقربين من "الكسار" للقضاء عليه، ويطلب صديق مقرب من "سليم" أن يخبره بحقيقة ما يحدث معه.
الحلقة 7: ينجو "الكسار" من محاولة اغتياله، ويحاصر رجال "الكسار" المستشفى، وتحاول زوجة "سليم" أن تكتشف ما يخفيه، لاسيما بعد أن أتى أحد رجال "الكسار" إلى "سليم" وأهانه أمام أولاده.
الحلقة 8: يتمكن "الكسار" من كشف هوية الخائن الذي دبر محاولة قتله، وتقرر زوجة "سليم" أن تذهب مع أبنائها إلى مكان آمن، ويضطر "سليم" أن يعترف لزوجته بكل شيء. 
الحلقة 9: تكتشف الشرطة أن "سليم" كان في اليونان تزامناً مع ارتكاب جريمة القتل الأخيرة، وتبدأ في التحقيق معه؛ وفي ذات الوقت تُختطف ابنة "سليم" وتتعرض للاغتصاب، ويصبح "سليم" محتجزاً لدى "الكسار"، وتتابع الشرطة تحقيقها لتصل إلى زوجة "سليم". 
الحلقة 10: يقرر صديق ابنة "سليم" أن ينتقم من مغتصبها، وتقوم زوجة "سليم" بقتل شقيقها "فايز" بسبب ما فعله بابنها، ويصبح "سليم" على أعتاب قرار مصيري آخر.   

## وصلات خارجية
- صفحة مسلسل عهد الدم على موقع السينما.كوم